# Những khu vườn bị lãng quên của Heligan

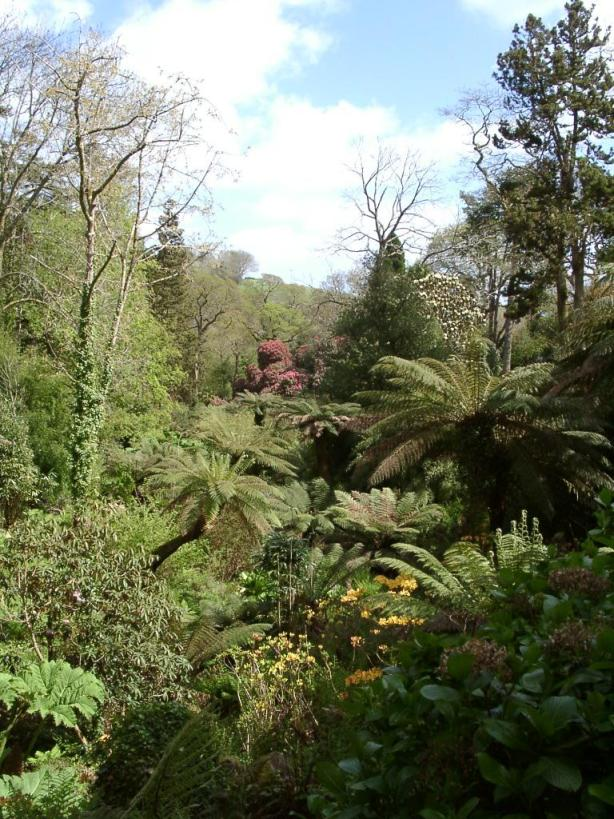
The Jungle

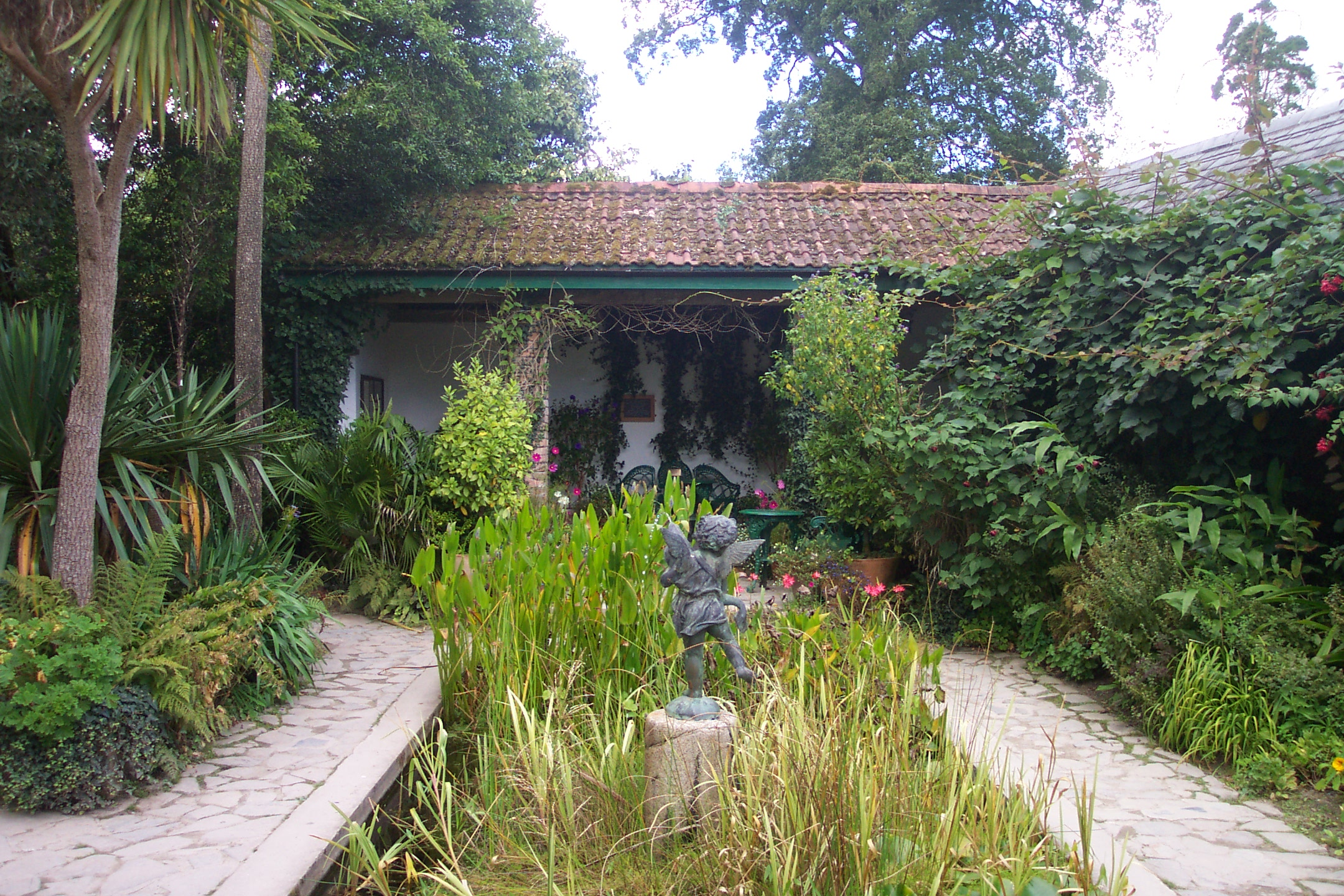
Vườn Ý

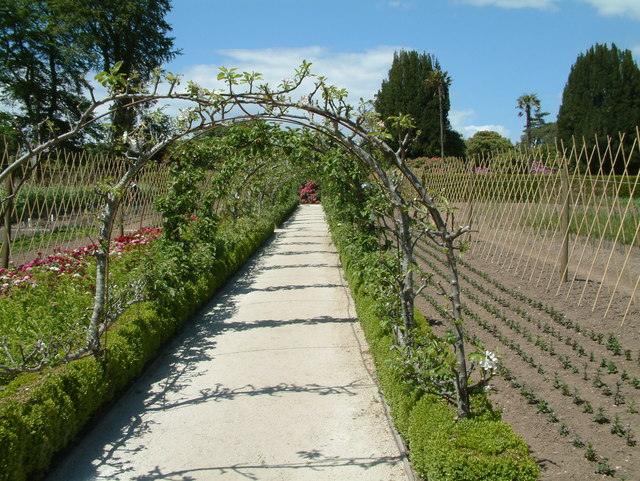
Cổng cây táo của vườn rau quả

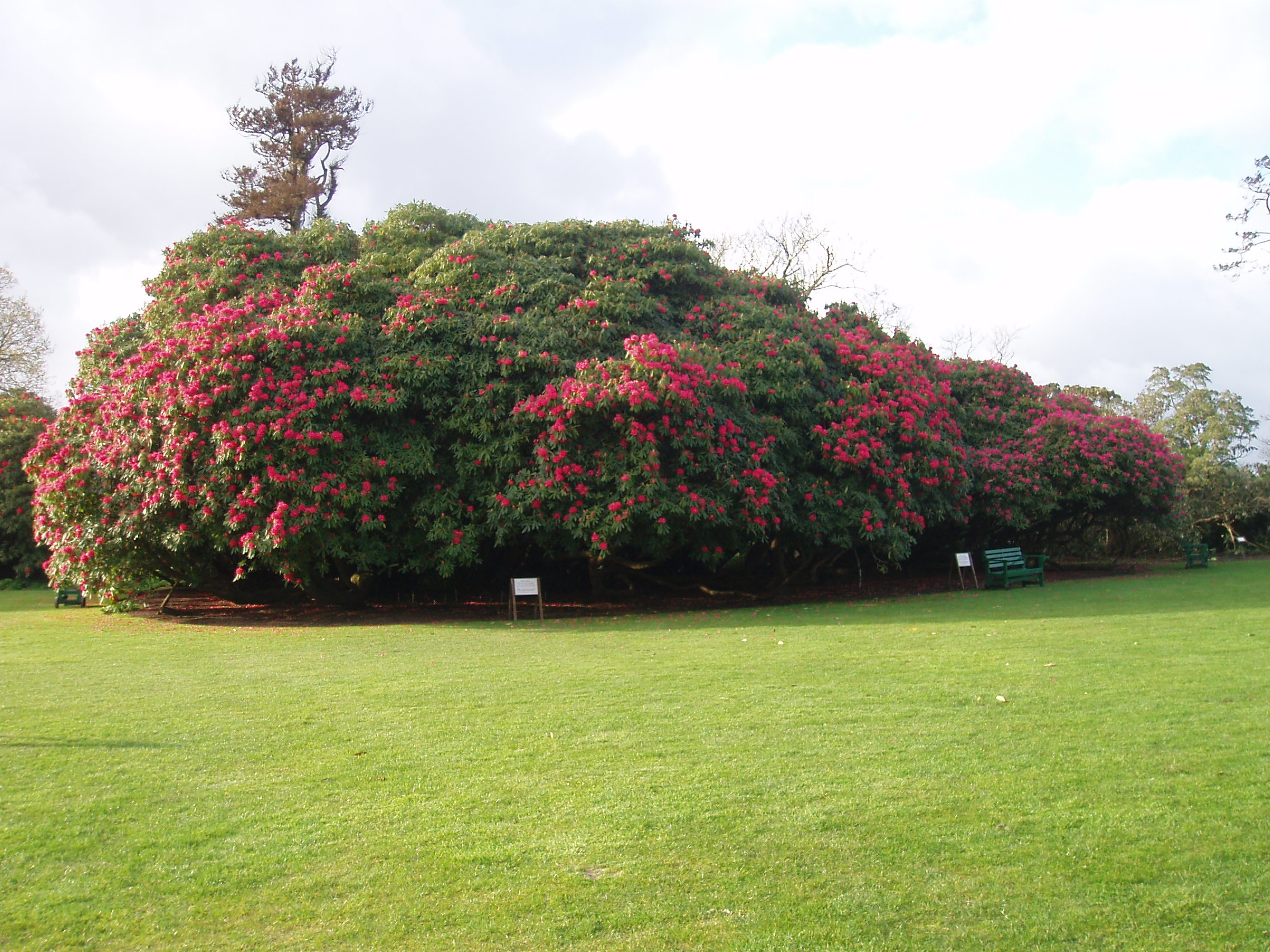
Bụi cây đỗ quyên

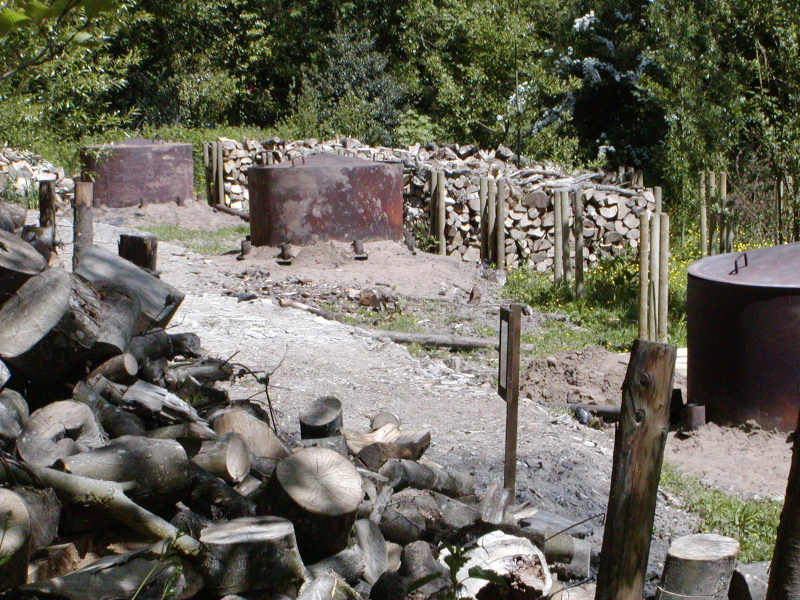
Lò than đá tại Lost Valley

Những khu vườn bị lãng quên của Heligan (tiếng Cornwall: Lowarth Helygen, có nghĩa là " vườn cây liễu"), gần Mevagissey tại Cornwall, là một trong những vườn bách thảo nổi tiếng nhất ở Vương quốc Anh. Những khu vườn này điển hình của phong cách gardenesque trong thế kỷ 19 với các khu vực có đặc tính và phong cách thiết kế khác nhau.
Những khu vườn này được tạo ra bởi các thành viên của gia đình người Cornish Tremayne từ giữa thế kỷ 18 cho đến đầu thế kỷ 20, và vẫn còn là một phần bất động sản Heligan của gia đình Tremayne. Những khu vườn bị sao lãng sau Chiến tranh thế giới thứ nhất và chỉ được phục hồi trong thập niên 1990, một sự phục hồi đã là một chủ đề của một số chương trình truyền hình và sách báo nổi tiếng.
Khu vườn bao gồm những cây đỗ quyên nhiều tuổi và khổng lồ và Sơn trà Nhật Bản, một loạt các hồ có trên 100 năm, được bơn nước vào, những vườn có nhiều bông hoa và rau quả, một khu vườn Ý, và một khu vực hoang dã đầy dương xỉ bán nhiệt đới được gọi là "The Jungle" (rừng rậm). Khu vườn cũng có hố trồng dứa duy nhất còn lại ở châu Âu, sưởi ấm bởi phân mục nát, và hai bức tượng của Susan Hill làm bằng đá và các cây được gọi là Mud Maid và the Giant's Head.
Tên địa điểm, phát âm đúng là 'h'LIG'n', chứ không phải thường được nghe là 'HEL-i-gun ", có nguồn gốc từ tiếng Cornish helygen, có nghĩa " cây liễu ".

## Địa lý
Những khu vườn bị lãng quên của Heligan hoàn toàn bao quanh Nhà Heligan và các vườn tư nhân của nó. Chúng nằm khoảng 1,5 mi (2,4 km) về phía tây bắc làng chài Mevagissey, và có độ cao hơn khoảng 250 ft (76 m). Những khu vườn cách thị trấn và nhà ga của St Austell 6 mi (9,7 km) bằng đường bộ và chủ yếu thuộc xã St Ewe, mặc dù các phần tử của các khu vườn phía đông nằm tại xã Mevagissey.
Phần phía bắc của khu vườn, Trong đó bao gồm các khu vườn kiểng và rau quả, cao hơn ngôi nhà một chút và thả dốc từ từ xuống. Các khu vực của các khu vườn ở phía tây, phía nam và phía đông của dốc nhà có dốc cao hơn dẫn xuống một loạt các thung lũng cuối cùng dẫn ra biển tại Mevagissey. Đây là những vùng hoang dại hơn và bao gồm the Jungle và thung lũng bị lãng quên (the Lost Valley).

## Lịch sử
Bất động sản Heligan ban đầu được mua bởi gia đình Tremayne trong thế kỷ 16, và các thành viên đầu tiên của gia đình chịu trách nhiệm cho Heligan House và (vẫn còn là tư nhân) các khu vườn bao quanh ngay nó.
Tuy nhiên, các khu vườn rộng lớn hơn bây giờ mở cửa cho công chúng, chủ yếu là kết quả của những nỗ lực của 4 người chủ kế tiếp nhau của Heligan. Đó là:
- Henry Hawkins Tremayne
- John Hearle Tremayne, con trai của Henry Hawkins Tremayne
- John Tremayne, con trai của John Hearle Tremayne
- John Claude Lewis Tremayne, con trai của John Tremayne

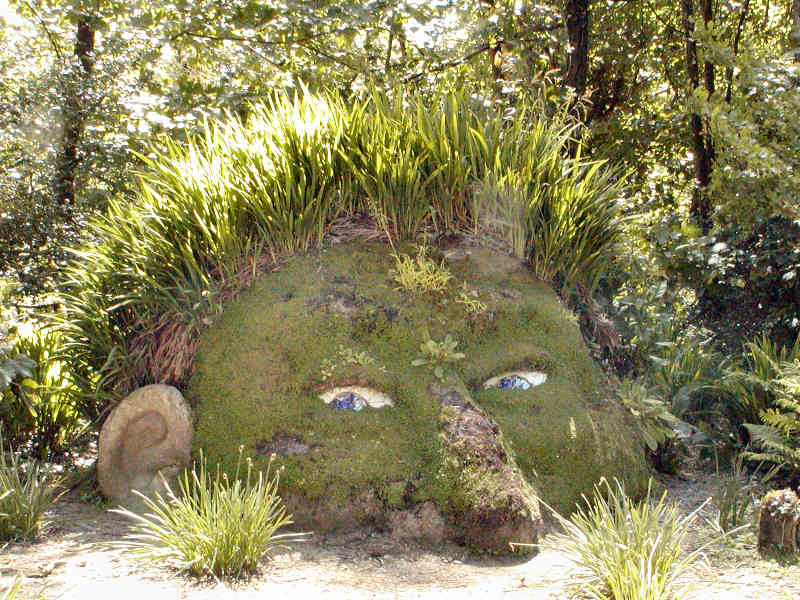
The Giant's Head

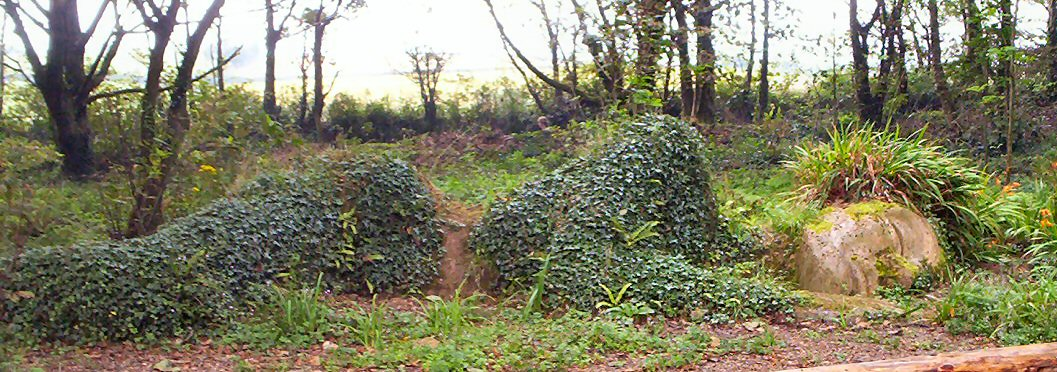
The Mud Maid

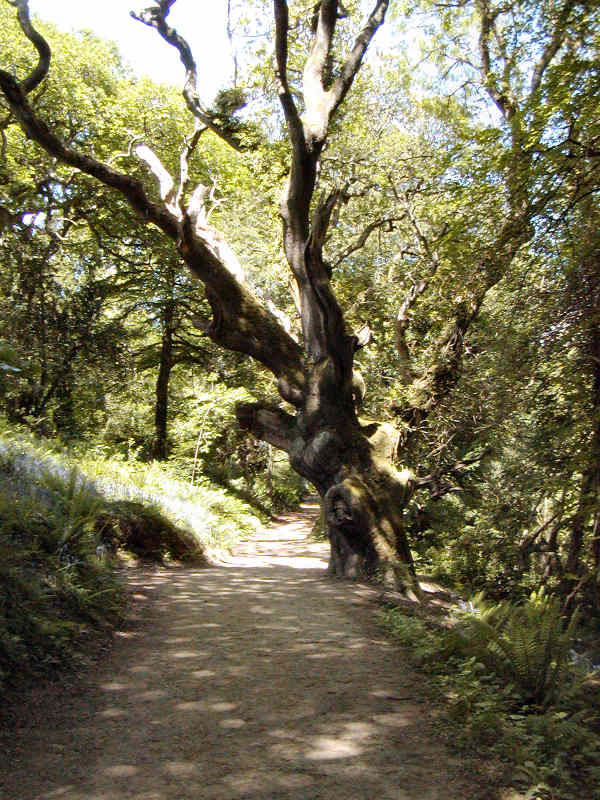
The Georgian Ride

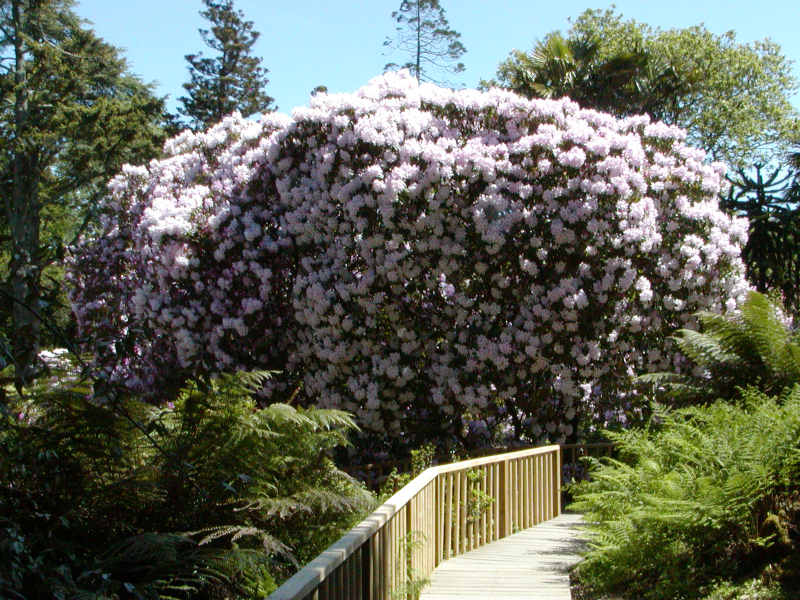
Đỗ quyên tại The Jungle

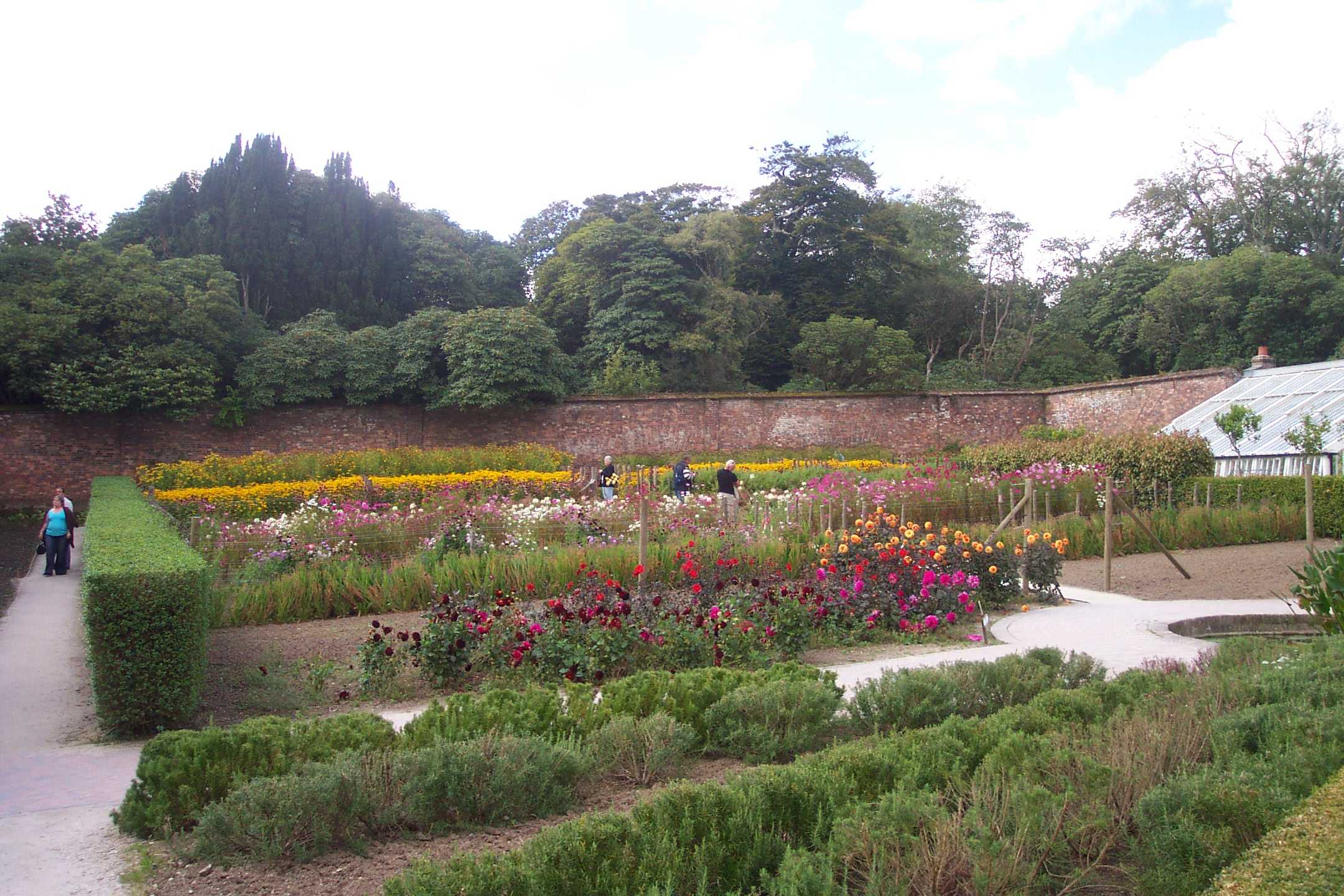
Vườn Tường

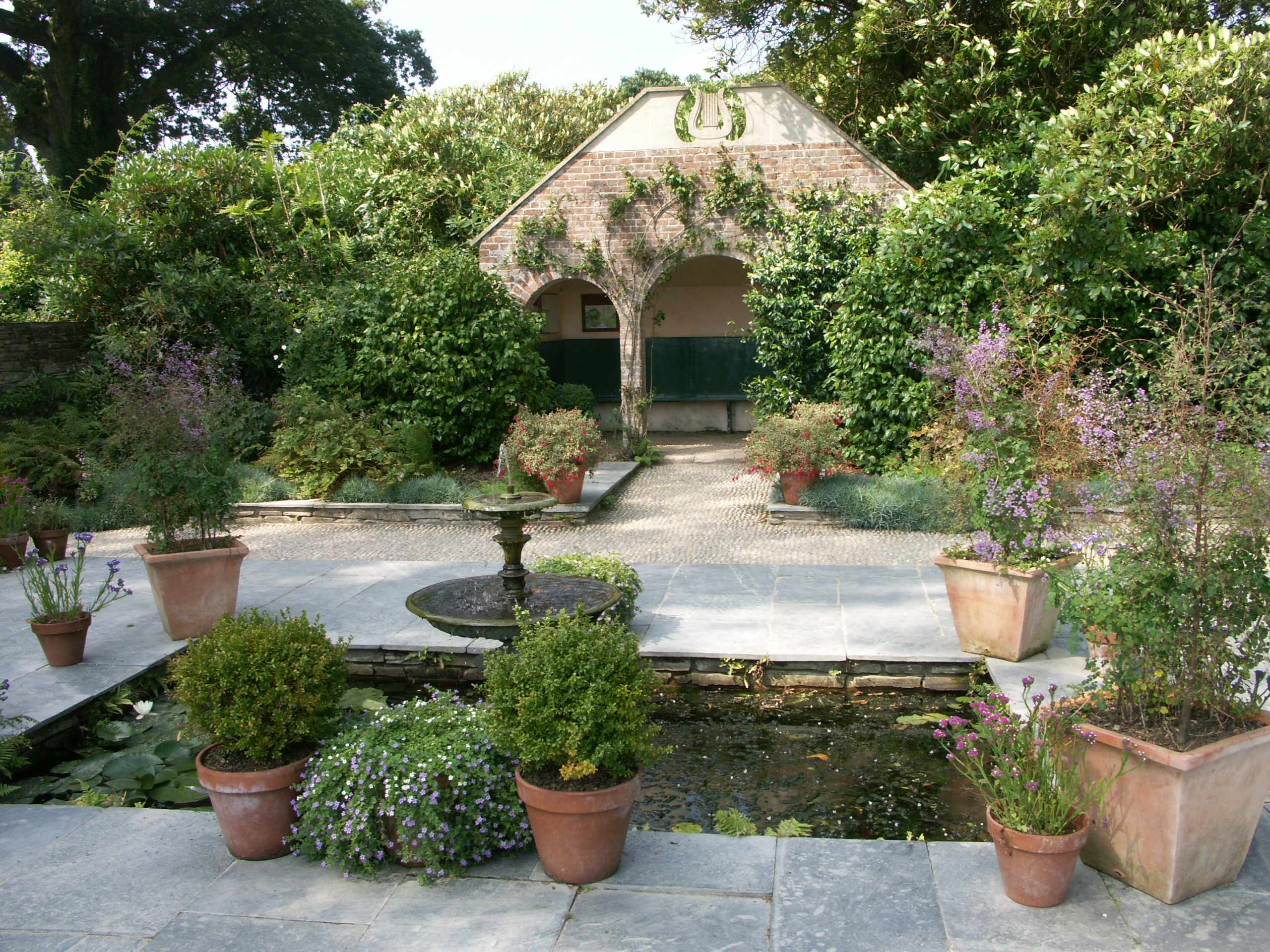
Nhà nghỉ hè ở phía bắc

Hai kế hoạch bất động sản, có niên đại từ 1777 và trước năm 1810, cho thấy những thay đổi mang lại cho bất động sản Heligan trong lúc Henry Hawkins nắm quyền sở hữu. Kế hoạch đầu tiên cho thấy một bất động sản chủ yếu là đất công viên, với địa điểm mà ngày nay là các khu vườn phía bắc đã từng là một cánh đồng. Kế hoạch thứ hai cho thấy sự phát triển các vòng đai cây cối xung quanh các khu vườn, và hình dạng chính của các khu vườn phía bắc, the Mellon Yard và the Flower Garden có thể thấy rõ.
Các con cháu Henry Hawkins, mỗi người, có những đóng góp đáng kể cho sự phát triển của các khu vườn, bao gồm các cây cảnh trồng dọc theo Long Drive (con đường vào) của bất động sản, The Jungle, việc ghép giống các cây đỗ quyên và trồng của họ xung quanh Flora's Green, và sự hình thành Vườn Ý.
Trước chiến tranh thế giới thứ nhất, khu vườn cần dịch vụ của 22 người làm vườn để duy trì nó, nhưng chiến tranh dẫn đến cái chết của 16 người trong số những người làm vườn, và năm 1916, vườn chỉ được chăm sóc bởi 8 người đàn ông. Đến những năm 1920, tình yêu của Jack Tremayne đối với nước Ý, trước đó lấy cảm hứng từ vườn Ý, dẫn đến việc ông ta cho xây một căn nhà thường trú ở đó, và cho thuê Heligan. Ngôi nhà được cho mướn hầu như suốt thế kỷ 20, được sử dụng bởi quân đội Mỹ trong chiến tranh thế giới thứ hai, và sau đó chuyển đổi thành các căn hộ và được bán ra, mà không có vườn, trong những năm 1970. Trong bối cảnh này, các khu vườn rơi vào trạng thái bị sao lãng nghiêm trọng, và bị quên lãng.
Sau cái chết của Jack Tremayne, người không có con cái, bất động Heligan thuộc sở hữu của một trust của một số thành viên trong đại gia đình Tremayne. Một trong những người này, John Willis, sống ở khu vực này, giới thiệu nhà sản xuất âm nhạc Tim Smit về khu vườn. Một nhóm người yêu thích và ông ta quyết định khôi phục lại khu vườn như thời huy hoàng trước đây của nó, và cuối cùng thuê chúng từ gia đình Tremayne.
Việc phục hồi, mà là chủ đề của một bộ phim tài liệu sáu phần của đài truyền hình Channel 4 được sản xuất bởi Bamboo Productions và Cicada Films vào năm 1996, chứng minh đó là một thành công rực rỡ, không chỉ làm sống lại các khu vườn mà còn cho nền kinh tế địa phương xung quanh Heligan bằng cách cung cấp việc làm. Những khu vườn hiện đang được thuê bởi một công ty thuộc sở hữu của các nhà phục hồi khu vườn, những người tiếp tục nuôi dưỡng chúng và chúng hoạt động như một điểm thu hút khách du lịch.